# Emma Seligman
Emma Seligman (Toronto, 3 maggio 1995) è una regista e sceneggiatrice canadese.

## Biografia
Nata e cresciuta a Toronto, ha studiato cinema all'Università di New York, laureandosi nel 2017.
È ebrea e omosessuale.

## Carriera
Come tesi di laurea ha realizzato il cortometraggio Shiva Baby, che ha rielaborato in un lungometraggio omonimo nel 2020. Il film le è valso svariati riconoscimenti, tra cui il Premio John Cassavetes e candidature al Chicago Film Critics Association Award e al Gotham Independent Film Award alla miglior regia.
Nel 2023 ha scritto e diretto il suo secondo film, Bottoms.

## Filmografia

### Regista e sceneggiatrice
- Shiva Baby (2020)
- Bottoms (2023)